# 長谷川浩大 (競馬)
長谷川 浩大（はせがわ こうだい、1983年11月19日 - ）はJRA（日本中央競馬会）・栗東トレーニングセンターに所属の元騎手で現在は調教師。

## 来歴

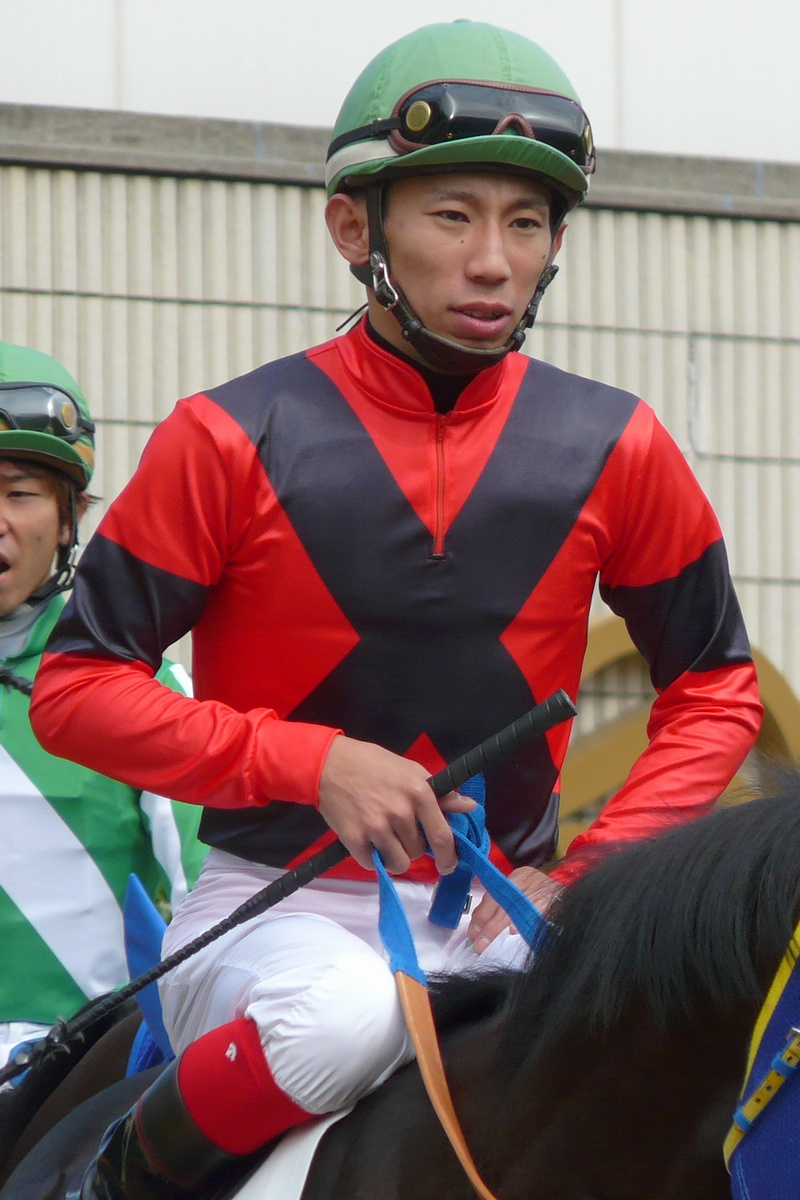
騎手時代

京都府宇治市出身。宇治市立東宇治中学校卒業後、2003年3月、栗東中村均厩舎所属騎手としてデビュー。その初日にJRA史上5年ぶり39人目となる初騎乗初勝利を遂げる。
この年は石橋脩や松岡正海といった若手のなかでも乗れる騎手がデビューした年であったが、そのなかでも長谷川は最多の28勝を挙げ、関西の新人騎手賞にあたる中央競馬関西放送記者クラブ賞を受賞している。
その後も勝利数を伸ばし、初年度より6年連続の2桁勝利を記録、2004年からは4年連続でフェアプレー賞受賞。2年目の2004年11月には福島記念をセフティーエンペラで制して、同期では最初の重賞制覇を成し遂げ、2006年にはダイワパッションでフィリーズレビューに勝利し、同馬で桜花賞にも挑戦した（結果は16着）。
このほか2005年にはドバイで行われた国際見習騎手チャンピオンシップの日本代表騎手に選出され第2位という成績を残している。
2012年9月20日付で騎手を引退し、かつて所属していた中村均厩舎の調教助手となる。
引退レースは9月17日、デビュー戦と同じ阪神競馬場、ダート1800mで行われた第9レース3歳以上500万条件戦。シルクコスモスに騎乗し12頭立ての9着であった。
2018年12月6日、JRAより2019年度調教師試験に合格したことが発表された。2019年1月1日付けで調教師免許を取得、同年3月1日付けで厩舎を開業した。

## 騎乗成績
| 年度   | 1着 | 2着 | 3着 | 騎乗数 | 勝率 | 連対率 | 複勝率 | 表彰                         |
| ------ | --- | --- | --- | ------ | ---- | ------ | ------ | ---------------------------- |
| 2003年 | 28  | 18  | 23  | 372    | .075 | .124   | .185   | 中央競馬関西放送記者クラブ賞 |
| 2004年 | 28  | 29  | 53  | 512    | .055 | .111   | .215   | フェアプレー賞（関西）       |
| 2005年 | 38  | 36  | 22  | 521    | .073 | .142   | .184   | フェアプレー賞（関西）       |
| 2006年 | 33  | 25  | 28  | 529    | .062 | .110   | .163   | フェアプレー賞（関西）       |
| 2007年 | 31  | 38  | 30  | 607    | .051 | .114   | .163   | フェアプレー賞（関西）       |
| 2008年 | 22  | 34  | 32  | 535    | .041 | .105   | .164   |                              |
| 2009年 | 3   | 14  | 14  | 320    | .009 | .053   | .097   |                              |
| 2010年 | 12  | 16  | 8   | 287    | .042 | .098   | .125   |                              |
| 2011年 | 12  | 6   | 6   | 190    | .063 | .095   | .126   |                              |
| 2012年 | 6   | 5   | 3   | 106    | .057 | .104   | .132   |                              |
| 中央   | 213 | 221 | 219 | 3979   | .054 | .109   | .164   |                              |
| 地方   | 5   | 6   | 10  | 67     | .075 | .164   | .313   |                              |

|                | 日付           | 競馬場・開催  | 競走名                     | 馬名               | 頭数 | 人気 | 着順 |
| -------------- | -------------- | ------------- | -------------------------- | ------------------ | ---- | ---- | ---- |
| 初騎乗・初勝利 | 2003年3月1日   | 1回阪神1日2R  | 3歳新馬                    | マイネサマンサ     | 15頭 | 2    | 1着  |
| 重賞初騎乗     | 2003年7月24日  | 2回旭川6日10R | グランシャリオカップ       | マイネサマンサ     | 14頭 | 4    | 5着  |
| 重賞初勝利     | 2004年11月14日 | 3回福島8日11R | 福島記念                   | セフティーエンペラ | 16頭 | 6    | 1着  |
| GI初騎乗       | 2004年12月5日  | 5回阪神2日11R | 阪神ジュベナイルフィリーズ | コスモマーベラス   | 18頭 | 16   | 10着 |

### 主な騎乗馬
- セフティーエンペラ（2004年福島記念）
- ダイワパッション（2005年フェアリーステークス、2006年フィリーズレビュー）

## 調教師成績
|                  | 日付          | 競馬場・開催  | 競走名                 | 馬名               | 頭数 | 人気 | 着順 |
| ---------------- | ------------- | ------------- | ---------------------- | ------------------ | ---- | ---- | ---- |
| 初出走           | 2019年3月2日  | 1回小倉7日11R | 早鞆特別               | マイネルオスカル   | 16頭 | 1    | 10着 |
| 初勝利           | 2019年4月6日  | 1回福島1日9R  | 4歳以上500万下         | リリーメーカー     | 16頭 | 4    | 1着  |
| 重賞初出走       | 2019年3月2日  | 2回中山3日11R | オーシャンステークス   | ナインテイルズ     | 16頭 | 10   | 8着  |
| 重賞初勝利       | 2019年6月6日  | 4回門別4日11R | 北海道スプリントカップ | ヤマニンアンプリメ | 16頭 | 1    | 1着  |
| GI初出走・初勝利 | 2019年11月4日 | 9回浦和1日8R  | JBCレディスクラシック  | ヤマニンアンプリメ | 12頭 | 3    | 1着  |

### 主な管理馬
※括弧内は当該馬の優勝重賞競走、太字はGI級競走。
- ヤマニンアンプリメ （2019年北海道スプリントカップ、クラスターカップ、JBCレディスクラシック）
- ナムラクレア （2021年小倉2歳ステークス、2022年函館スプリントステークス、2023年シルクロードステークス、キーンランドカップ、2024年阪神カップ）[6]
- マテンロウコマンド（2025年兵庫チャンピオンシップ）